# Torneo Clausura 2011 (Guatemala)
El Torneo de Clausura 2011 fue el 24º torneo corto del fútbol guatemalteco, dando fin a la temporada 2010-11 de la Liga Nacional en Guatemala, quedando como campeón el Club Comunicaciones.

## Equipos participantes
| Club                                   | Ciudad              | Departamento   | Estadio                            | Capacidad |
| -------------------------------------- | ------------------- | -------------- | ---------------------------------- | --------- |
| Club Social y Deportivo Comunicaciones | Ciudad de Guatemala | Guatemala      | Estadio Cementos Progreso          | 17.000    |
| Club Social y Deportivo Municipal      | Ciudad de Guatemala | Guatemala      | Estadio Mateo Flores               | 27.000    |
| Club Social y Deportivo Suchitepéquez  | Mazatenango         | Suchitepéquez  | Estadio Carlos Salazar Hijo        | 10.000    |
| Deportivo Malacateco                   | Malacatán           | San Marcos     | Estadio Santa Lucía                | 3.000     |
| Deportivo Marquense                    | San Marcos          | San Marcos     | Estadio Marquesa de la Ensenada    | 10.000    |
| Deportivo Mictlán                      | Asunción Mita       | Jutiapa        | Estadio La Asunción                | 3.000     |
| Deportivo Xinabajul                    | Huehuetenango       | Huehuetenango  | Estadio Los Cuchumatanes           | 10.000    |
| Heredia Jaguares                       | San José            | Petén          | Estadio Julián Tesucún             | 8.000     |
| Juventud Retalteca                     | Retalhuleu          | Retalhuleu     | Estadio Óscar Monterroso Izaguirre | 8.000     |
| Peñarol La Mesilla                     | La Democracia       | Huehuetenango  | Estadio Comunal de la Mesilla      | 10.000    |
| Universidad de San Carlos              | Ciudad de Guatemala | Guatemala      | Estadio Revolución                 | 10.000    |
| Xelajú Mario Camposeco                 | Quetzaltenango      | Quetzaltenango | Estadio Mario Camposeco            | 11.000    |

### Equipos por Departamento
| Departamento                                      | N.º | Equipos                         |
| ------------------------------------------------- | --- | ------------------------------- |
| Guatemala                                         | 3   | Comunicaciones, Municipal, USAC |
| Huehuetenango                                     | 2   | Peñarol La Mesilla, Xinabajul   |
| San Marcos                                        | 2   | Malacateco, Marquense           |
| Jutiapa                                           | 1   | Mictlán                         |
| Petén                                             | 1   | Heredia Jaguares                |
| Quetzaltenango                                    | 1   | Xelajú                          |
| Archivo:Coat of arms of Retalhuleu.gif Retalhuleu | 1   | Juventud Retalteca              |
| Suchitepéquez                                     | 1   | Suchitepéquez                   |

## Posiciones
|  | Pos. | Equipos            | PJ | PG | PE | PP | GF | GC | Dif. | PTS | Clasificación        |
|  | ---- | ------------------ | -- | -- | -- | -- | -- | -- | ---- | --- | -------------------- |
|  | 1º   | Municipal          | 22 | 11 | 4  | 7  | 33 | 20 | +13  | 37  | Semifinales          |
|  | 2º   | Heredia Jaguares   | 22 | 11 | 4  | 7  | 32 | 19 | +13  | 37  | Semifinales          |
|  | 3º   | Comunicaciones     | 22 | 11 | 3  | 8  | 39 | 28 | +11  | 36  | Acceso a semifinales |
|  | 4º   | Malacateco         | 22 | 11 | 3  | 8  | 32 | 25 | +7   | 36  | Acceso a semifinales |
|  | 5º   | Mictlán            | 22 | 10 | 5  | 7  | 24 | 23 | +1   | 35  | Acceso a semifinales |
|  | 6º   | Peñarol La Mesilla | 22 | 10 | 3  | 9  | 35 | 36 | -1   | 33  | Acceso a semifinales |
|  | 7º   | Juventud Retalteca | 22 | 9  | 3  | 10 | 25 | 21 | +4   | 30  |                      |
|  | 8º   | Xelajú MC          | 22 | 8  | 6  | 8  | 25 | 34 | -9   | 30  |                      |
|  | 9°   | Marquense          | 22 | 8  | 5  | 9  | 28 | 30 | -2   | 29  |                      |
|  | 10º  | Universidad SC     | 22 | 6  | 8  | 8  | 22 | 23 | -1   | 26  |                      |
|  | 11º  | Suchitepéquez      | 22 | 7  | 6  | 9  | 20 | 28 | -8   | 23  |                      |
|  | 12º  | Xinabajul          | 22 | 4  | 5  | 13 | 11 | 40 | -29  | 17  |                      |
|  |      |                    |    |    |    |    |    |    |      |     |                      |

## Líderes individuales
Estos son los líderes de goleo y porteros menos vencidos.

### Trofeo Botín de Oro
Posiciones Finales.
| N.º         | Jugador            | Goles | Penales             | Equipo               |
| ----------- | ------------------ | ----- | ------------------- | -------------------- |
|             | Oscar Isaula       | 13    | 4                   | Deportivo Malacateco |
| Johnny Ruiz | 13                 | 1     | Deportivo Marquense |                      |
| 3           | Henry Hernández    | 11    | 1                   | Heredia Jaguares     |
| 4           | Guilherme De Paula | 10    | 3                   | Peñarol La Mesilla   |

### Trofeo Josue Danny Ortiz
Posiciones Finales.
| N.º | Jugador                  | Partidos | Goles | Promedio | Equipo                            |
| --- | ------------------------ | -------- | ----- | -------- | --------------------------------- |
|     | Jaime Penedo             | 19       | 13    | 0.65     | Club Social y Deportivo Municipal |
| 2   | Jorge Eduardo Estrada    | 21       | 18    | 0.86     | Heredia Jaguares                  |
| 3   | Ricardo Jerez            | 19       | 18    | 0.95     | Universidad SC                    |
| 4   | Paulo César Motta        | 22       | 23    | 1.04     | Deportivo Mictlán                 |
| 5   | Cristian Roberto Álvarez | 19       | 20    | 1.05     | Juventud Retalteca                |

## Fase Final
|  | Clasificación a Semifinales | Clasificación a Semifinales | Clasificación a Semifinales | Clasificación a Semifinales | Clasificación a Semifinales |  |  | Semifinales | Semifinales      | Semifinales | Semifinales | Semifinales |  |  | Final | Final          | Final | Final | Final |
|  |                             |                             |                             |                             |                             |  |  |             |                  |             |             |             |  |  |       |                |       |       |       |
|  |                             |                             |                             |                             |                             |  |  | 1           | Municipal        | 0           | 1           | 1           |  |  |       |                |       |       |       |
|  | 4                           | Malacateco                  | 1                           | 2                           | 3                           |  |  | 4           | Malacateco       | 0           | 0           | 0           |  |  |       |                |       |       |       |
|  | 5                           | Mictlán                     | 2                           | 0                           | 2                           |  |  |             |                  |             |             |             |  |  | 1     | Municipal      | 0     | 0     | 0     |
|  |                             |                             |                             |                             |                             |  |  |             |                  |             |             |             |  |  | 3     | Comunicaciones | 3     | 3     | 6     |
|  |                             |                             |                             |                             |                             |  |  | 2           | Heredia Jaguares | 0           | 1           | 1           |  |  |       |                |       |       |       |
|  | 3                           | Comunicaciones              | 1                           | 7                           | 8                           |  |  | 3           | Comunicaciones   | 2           | 0           | 2           |  |  |       |                |       |       |       |
|  | 6                           | Peñarol La Mesilla          | 0                           | 0                           | 0                           |  |  |             |                  |             |             |             |  |  |       |                |       |       |       |

|                                    |
| Comunicaciones Campeón 24° Título. |
|                                    |

## Tabla acumulada
|  | Pos. | Equipos            | PJ | PG | PE | PP | GF | GC | Dif. | PTS | Clasificación                                        |
|  | ---- | ------------------ | -- | -- | -- | -- | -- | -- | ---- | --- | ---------------------------------------------------- |
|  | 1º   | Municipal          | 44 | 22 | 9  | 13 | 72 | 42 | +31  | 75  | Liga de Campeones Concacaf 2011-12 - Fase preliminar |
|  | 2º   | Heredia Jaguares   | 44 | 20 | 9  | 15 | 60 | 50 | +10  | 69  |                                                      |
|  | 3º   | Comunicaciones     | 44 | 17 | 16 | 11 | 65 | 51 | +14  | 67  | Liga de Campeones Concacaf 2011-12 - Fase de grupos  |
|  | 4º   | Mictlán            | 44 | 19 | 9  | 19 | 39 | 41 | -2   | 66  |                                                      |
|  | 5º   | Malacateco         | 44 | 18 | 9  | 17 | 52 | 53 | -1   | 63  |                                                      |
|  | 6º   | Marquense          | 44 | 17 | 11 | 16 | 60 | 57 | +3   | 62  |                                                      |
|  | 7º   | Juventud Retalteca | 44 | 16 | 12 | 16 | 53 | 46 | +7   | 60  |                                                      |
|  | 8º   | Xelajú MC          | 44 | 17 | 9  | 18 | 52 | 63 | -11  | 60  |                                                      |
|  | 9°   | Peñarol La Mesilla | 44 | 15 | 11 | 18 | 57 | 65 | -8   | 56  |                                                      |
|  | 10º  | Suchitepéquez      | 44 | 14 | 11 | 19 | 53 | 51 | +2   | 53  |                                                      |
|  | 11º  | Universidad SC     | 44 | 13 | 14 | 17 | 50 | 59 | -9   | 53  | Descendidos                                          |
|  | 12º  | Xinabajul          | 44 | 12 | 8  | 24 | 33 | 69 | -36  | 44  | Descendidos                                          |
|  |      |                    |    |    |    |    |    |    |      |     |                                                      |